# کامرون آلمان
کامرون (به آلمانی: Kamerun) نام یکی از مستعمره‌های امپراتوری آلمان در میان سال‌های ۱۸۸۴ تا ۱۹۱۶ در آفریقای غربی و در جایگاه جمهوری کامرون کنونی بود. به جز کامرون بخش‌های شمالی گابن و کنگو، بخش‌های غربی جمهوری آفریقای مرکزی و بخش‌هایی از شرق نیجریه را نیز در برمی‌گرفت.
در پی جنگ جهانی اول نیروهای بریتانیا، بلژیک و فرانسه کامرون را اشغال‌کردند. در پی پیمان ورسای نیز کامرون میان انگلیس و فرانسه تقسیم‌شد.